# Federação Gaúcha de Ciclismo
A Federação Gaúcha de Ciclismo (FGC) é a entidade máxima do ciclismo no estado do Rio Grande do Sul. Foi fundada em 17 de outubro de 1935.

## Presidentes
| Ano       | Presidente                        |
| --------- | --------------------------------- |
| 1935-1937 | Antonio de Oliveira Marçal Pessoa |
| 1938      | Abilio Corrêa dos Santos          |
| 1939      | Luis Moschetti                    |
| 1940-1941 | João Selhame                      |
| 1942      | Oscar Eicenberk                   |
| 1942-1943 | Francisco Henke                   |
| 1944-1948 | Luis Moschetti                    |
| 1949-1952 | Arno Collin                       |
| 1953      | Eleiziario G. da Silva            |
| 1953      | Arno Collin                       |
| 1953      | Luis Moschetti                    |
| 1954      | Henrique Jost Silveira            |
| 1955-1962 | Arthur Fernando Strefling         |
| 1963-1974 | Gomercindo Juliano                |
| 1974-1982 | Ibraim Gonçalves                  |
| 1983-1984 | Ricardo H. Kalil                  |
| 1985-1986 | Edson de Freitas Furtado          |
| 1987-1988 | Ibraim Gonçalves                  |
| 1989-1990 | Marco Antonio Kroeff              |
| 1991-1992 | Darmes Vencato Labatut            |
| 1993-1994 | Paulo Victor Cunha Carneiro       |
| 1995-1996 | Ibraim Gonçalves                  |
| 1997-2001 | Rogério José M. Scheidt           |
| 2001-2016 | Marcos Lorenz                     |
| 2017-2020 | João Francisco Rauber             |